# رئیس سازمان حفاظت از محیط زیست ایالات متحده آمریکا
رئیس سازمان حفاظت از محیط زیست ایالات متحده آمریکا (به انگلیسی: administrator of the Environmental Protection Agency) ریاست سازمان حفاظت از محیط زیست ایالات متحده آمریکا (EPA) را برعهده دارد؛ و مسئول اجرای قوانین لایحه هوای پاک، و همچنین بسیاری از قوانین اساسی زیست محیطی است. رئیس توسط رئیس‌جمهور ایالات متحده معرفی می‌شود و باید با رای مجلس سنا تأیید شود.
اسکات پروئیت، اولین رئیس سازمان در دوره ترامپ ، بخاطر جنجال‌های مختلف در ۶ ژوئیه ۲۰۱۸ استعفا داد. معاون مدیر اندرو ویلر، لابی گر سابق صنعت ذغال سنگ، به عنوان سرپرست سازمان از ۹ ژوئیه ۲۰۱۸ شروع به کار کرد. ویلر در ۲۸ فوریه ۲۰۱۹ به عنوان رئیس EPA تأیید شد. در ۲۰ ژانویه ۲۰۲۱ جین نیشیدا به عنوان سرپرست سرپرست منصوب شد. در ۲۹ ژانویه ۲۰۲۵ لی زلدین  به عنوان رئیس سازمان کار خود را در دولت دوم دونالد ترامپ آغاز کرد.

## رتبه در کابینه
رئیس EPA به‌طور عادی توسط رئیس جمهور درجه کابینه را دریافت می‌کند و در کنار رئیس جمهور، معاون رئیس‌جمهور ایالات متحده آمریکا و دیگر ۱۵ وزیر کابینه است. رئیس EPA معادل موقعیت وزیر محیط زیست در سایر کشورها است. از اواخر دهه ۱۹۸۰، جنبشی برای ایجاد رئیس آژانس حفاظت از محیط زیست به عنوان دبیر کابینه ایجاد شده‌است؛ بنابراین رئیس EPA رتبه شانزدهم در کابینه است که با سیاست‌های زیست‌محیطی سروکار دارد.

## فهرست رئیس‌ها
| نام        | نام                            | مدت                                                                  | رئیس‌جمهور           |
| ---------- | ------------------------------ | -------------------------------------------------------------------- | ------------------- |
|            | William Ruckelshaus            | December ۴ ۱۹۷۰ – ۳۰ آوریل ۱۹۷۳                                      | ریچارد نیکسون       |
|            | Robert W. Fri Acting           | April ۳۰ ۱۹۷۳ – ۱۲ سپتامبر ۱۹۷۳                                      | ریچارد نیکسون       |
|            | Russell E. Train               | September ۱۲ ۱۹۷۳ – ۲۰ ژانویه ۱۹۷۷                                   | ریچارد نیکسون       |
| جرالد فورد | Russell E. Train               | September ۱۲ ۱۹۷۳ – ۲۰ ژانویه ۱۹۷۷                                   |                     |
|            | John Quarles Jr. Acting        | January ۲۱ ۱۹۷۷ – ۶ مارس ۱۹۷۷                                        | جیمی کارتر          |
|            | Douglas M. Costle              | March ۷ ۱۹۷۷ – ۲۰ ژانویه ۱۹۸۱                                        | جیمی کارتر          |
|            | Steve Jellinek Acting          | January ۲۱ ۱۹۸۱ – ۲۵ ژانویه ۱۹۸۱                                     | رونالد ریگان        |
|            | Walter Barber Jr. Acting       | January ۲۵ ۱۹۸۱ – ۱۹ مه ۱۹۸۱                                         | رونالد ریگان        |
|            | Anne Gorsuch Burford           | May ۲۰ ۱۹۸۱ – ۹ مارس ۱۹۸۳                                            | رونالد ریگان        |
|            | William Ruckelshaus            | May ۱۸ ۱۹۸۳ – ۴ ژانویه ۱۹۸۵                                          | رونالد ریگان        |
|            | Lee M. Thomas                  | February ۸ ۱۹۸۵ – ۲۰ ژانویه ۱۹۸۹                                     | رونالد ریگان        |
|            | William K. Reilly              | February ۶ ۱۹۸۹ – ۲۰ ژانویه ۱۹۹۳                                     | جرج اچ. دابلیو. بوش |
|            | Carol Browner                  | January ۲۳ ۱۹۹۳ – ۲۰ ژانویه ۲۰۰۱                                     | بیل کلینتون         |
|            | Christine Todd Whitman         | January ۳۱ ۲۰۰۱ – ۲۷ ژوئن ۲۰۰۳                                       | جرج دابلیو. بوش     |
|            | Marianne Lamont Horinko Acting | July ۱۴ ۲۰۰۳ – ۵ نوامبر ۲۰۰۳                                         | جرج دابلیو. بوش     |
|            | Mike Leavitt                   | November ۶ ۲۰۰۳ – ۲۶ ژانویه ۲۰۰۵                                     | جرج دابلیو. بوش     |
|            | Stephen L. Johnson             | January ۲۶ ۲۰۰۵ – ۲۰ ژانویه ۲۰۰۹                                     | جرج دابلیو. بوش     |
|            | Lisa P. Jackson                | January ۲۳ ۲۰۰۹ – ۱۵ فوریه ۲۰۱۳                                      | باراک اوباما        |
|            | Bob Perciasepe Acting          | ۱۵ فوریه ۲۰۱۳ – ۱۸ ژوئیه ۲۰۱۳                                        | باراک اوباما        |
|            | Gina McCarthy                  | ۱۸ ژوئیه ۲۰۱۳ – ۲۰ ژانویه ۲۰۱۷                                       | باراک اوباما        |
|            | Catherine McCabe Acting        | ۲۰ ژانویه ۲۰۱۷ – ۱۷ فوریه ۲۰۱۷                                       | دونالد ترامپ        |
|            | اسکات پروئیت                   | February ۱۷ ۲۰۱۷ – July 9, 2018                                      | دونالد ترامپ        |
|            | اندرو ویلر                     | ۹ ژوئیه ۲۰۱۸ – ۲۸ فوریه ۲۰۱۹ (سرپرست) ۲۸ فوریه ۲۰۱۹ – ۲۰ ژانویه ۲۰۲۱ | دونالد ترامپ        |
|            | Charlotte Bertrand سرپرست      | ۲۰ ژانویه ۲۰۲۱ – ۲۰ ژانویه ۲۰۲۱                                      | جو بایدن            |
|            | Jane Nishida سرپرست            | ۲۰ ژانویه ۲۰۲۱ – ۱۱ مارس ۲۰۲۱                                        | جو بایدن            |
|            | Michael S. Regan               | ۱۱ مارس ۲۰۲۱ –۲۴ دسامبر ۲۰۲۴                                         | جو بایدن            |